# Tondela
Tondela est une municipalité (en portugais : concelho ou município) du Portugal, située dans le district de Viseu et la région Centre.

## Géographie
Tondela est limitrophe :
- au nord, de Vouzela et d'Oliveira de Frades (dans sa portion méridionale),
- au nord-est, de Viseu,
- au sud-est, de Carregal do Sal,
- au sud, de Santa Comba Dão,
- au sud-ouest, de Mortágua,
- à l'ouest, d'Águeda.

## Démographie
| 1801  | 1849   | 1900   | 1930   | 1960   | 1981   | 1991   | 2001   | 2004   |
| ----- | ------ | ------ | ------ | ------ | ------ | ------ | ------ | ------ |
| 3 417 | 17 880 | 30 622 | 34 632 | 38 917 | 35 906 | 32 049 | 31 152 | 31 026 |

| 2011   | - | - | - | - | - | - | - | - |
| ------ | - | - | - | - | - | - | - | - |
| 28 946 | - | - | - | - | - | - | - | - |

## Subdivisions
La municipalité de Tondela groupe 26 paroisses (freguesia, en portugais) :
- Barreiro de Besteiros
- Campo de Besteiros
- Canas de Santa Maria
- Caparrosa
- Castelões
- corveira
- Dardavaz
- Ferreirós do Dão
- Guardão
- Lajeosa do Dão
- Lobão da Beira
- Molelos
- Mosteirinho
- Mosteiro de Fráguas
- Mouraz
- Nandufe
- Parada de Gonta
- Sabugosa
- Santiago de Besteiros
- São João do Monte
- São Miguel do Outeiro
- Silvares
- Tonda
- Tondela
- Tourigo
- Vila Nova da Rainha
- Vilar de Besteiros

## Culture
- Museu do Caramulo

## Jumelages
| Ville | Ville      | Pays | Pays   | Période     |
| ----- | ---------- | ---- | ------ | ----------- |
|       | Lannemezan |      | France | depuis 1995 |